# Wüstenlaufkäfer
Der Wüstenlaufkäfer (Anthia thoracica) gehört zur Familie der Carabidae und zur Gattung der Anthia. Wie der Name schon andeutet, zählt der Wüstenlaufkäfer zu den flugunfähigen Käfern. Um Gefahren zu entgehen, verlässt er sich auf seine extreme Geschwindigkeit.

## Beschreibung
Der Wüstenlaufkäfer ist ein schneller, nachtaktiver, räuberischer Jäger, der mit bürstenartig behaarten Füßen ausgestattet ist, die besonders für die Fortbewegung auf Sand geeignet sind. Im Gegensatz dazu sind die Flügeldecken miteinander verschmolzen und die membranen Flügel unter den Flügeldecken gänzlich verschwunden, was bedeutet, dass er flugunfähig ist. Die Flügeldecken haben eine dunkelbraune bis schwarze Färbung mit gelben Markierungen. Erwähnenswert ist seine chemische Hauptverteidigungswaffe. Fühlt der Wüstenlaufkäfer sich bedroht, dann versprüht er einen Strahl aus den Hinterleibsdrüsen, der eine Strecke von bis zu 35 cm zurücklegen kann. Der Strahl ist eine ätzende Chemikalie (z. B. Ameisensäure), die auf menschlicher Haut starke Schmerzen verursacht und ernsthafte Probleme bereitet, wenn die chemische Flüssigkeit in die Augen dringt. Die Substanz kann, wenn die Augen nicht sofort behandelt werden, zur vorübergehenden Erblindung führen. Eine weitere wehrhafte Waffe sind die starken, scharfen Mandibeln, die eine Länge bis zu 5 Millimeter aufweisen. Mit diesen Kiefern kann er bösartige Bisswunden hinzufügen. Der Wüstenlaufkäfer kann eine Länge von 5 bis 6 cm und ein Alter von bis zu 4 Jahren erreichen.

## Verbreitung
Das Hauptverbreitungsgebiet des Wüstenlaufkäfers ist Südafrika, er bewohnt hauptsächlich die Steppen und Halbwüsten.

## Nahrung
Der Wüstenlaufkäfer bevorzugt u. a. Insekten, wie Heuschrecken, Fliegenlarven und deren Eier. Er zählt zu den wichtigen Fleischverwertern in allen terrestrischen Ökosystemen.

## Fortpflanzung
Die kräftigen Kieferklauen dienen nicht nur für Revier- und Rivalenkämpfe, sondern auch zum Festhalten des Weibchens während der Paarung. Zur Eiablage verkriecht sich das Weibchen in Ameisennester, wo sich auch die fleischfressenden Larven entwickeln. Sie ernähren sich hauptsächlich von Ameisen.